# Margot Homan

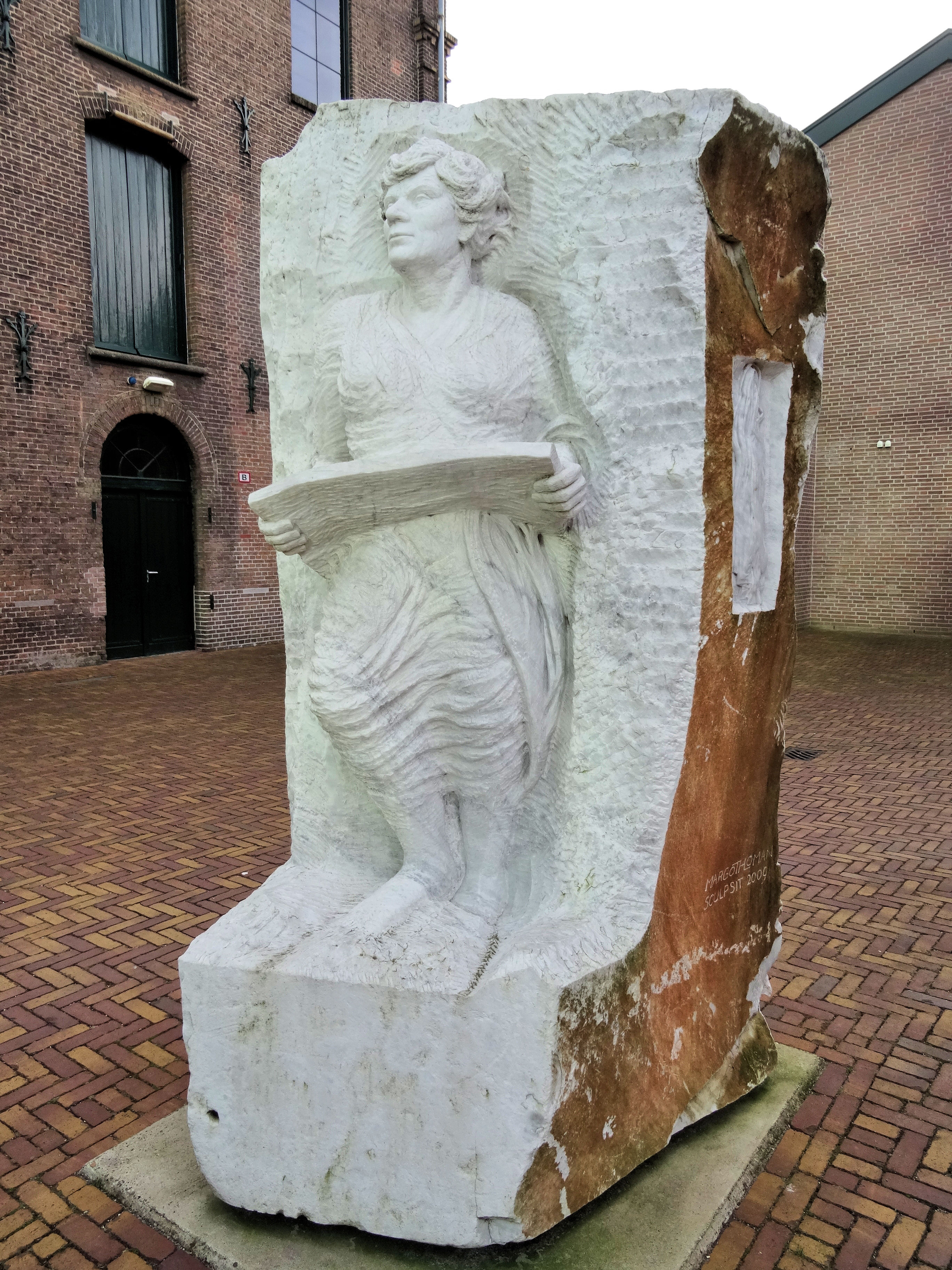
Concendo nulli (2009), door Homan gemaakt beeld van Miet van Puijenbroek bij het TextielMuseum in Tilburg

Margot Homan (Oss, 1956) is een Nederlands beeldhouwer. Haar werk maakt onderdeel uit van private en publieke collecties en bedrijfscollecties, en wordt aangekocht voor de openbare ruimte. Homan woont en werkt in Tilburg en in het Italiaanse Pietrasanta.

## Opleiding
Margot Homan volgde haar opleiding aan de Academie voor Beeldende Vorming in Tilburg en behaalde er een eerstegraads onderwijsbevoegdheid. In plaats van parttime lesgeven ging ze beelden maken. Ze verruilde het docentschap voor het kunstenaarschap. Van de destijds heersende kunstopvattingen distantieerde zij zich. Abstractie was de norm, maar daar voelde ze zich niet tot aangetrokken: ze koos voor figuratief. Kunstonderwijs in die richting was er toen nauwelijks. Ze ontwikkelde zich in die zin als autodidact, gedreven door de klassieke (Oud-Griekse en Romeinse) beeldhouwkunst. Homan bracht veel tijd door tussen de anatomieboeken; zo maakte zij zich de kennis van het menselijk lichaam eigen.
Margot Homan heeft een atelier in Tilburg en een atelier in het Italiaanse Pietrasanta in de provincie Lucca. Sinds 2011 is zij lid van de Royal British Society of Sculptors (RBS).

## Werk
Homan werkt niet in een specifieke stijl, maar creëert vanuit intuïtie. Om die reden werkt ze zonder modellen, want die dragen voor haar een geschiedenis in zich mee. Intuïtief beeldhouwt ze op basis van de anatomische kennis die ze zich door zelfstudie eigen heeft gemaakt, maar het toepassen van die kennis is geen doel op zich. Anatomie gebruikt Homan als de drager van een hoger ideaal, dat altijd het uitgangspunt vormt in haar werk, een ideaal of idee dat gestalte krijgt in een groot aantal potloodschetsen. Met het papieren ontwerp experimenteert zij vervolgens in kleine modellen in klei of was. Dit is een langdurig en intensief proces.
Het overgrote deel van Homans werk toont menselijke figuren, maar er zijn ook vazen met vogelachtige ornamenten die verwijzen naar Griekse vaaskunst. Het uiteindelijke beeld varieert van klein tot meer dan levensgroot. Sokkels maken veelal een belangrijk onderdeel uit van het beeldhouwwerk. Margot Homan werkt in brons, gietijzer, zilver, marmer, natuursteen en glas. Haar bronzen beelden worden gegoten bij de Italiaanse bronsgieter Mariani in Pietrasanta, bekend om haar marmerateliers, steenhouwers, bronsgieters en kunstenaars uit de hele wereld. Homan is betrokken bij het volledige gietproces. Iedere handeling volgt ze nauwlettend; Homan brengt ter plekke steeds weer nieuwe, kleine veranderingen aan, zoekend naar het ultieme resultaat. De verschillende steenblokken voor de marmeren sculpturen en natuurstenen sokkels selecteert ze persoonlijk in de steengroeven rond Pietrasanta.

## Thematiek en kenmerken
Beelden van Margot Homan ademen de sfeer van de klassieke traditie, maar met vernieuwende elementen. Het werk toont weliswaar verwantschap met kunstenaars uit de klassieke oudheid en de Renaissance, maar dit is niet haar uitgangspunt. Homan: ‘Een artistiek idee wordt langzaam kristalhelder: L’Imagine del cuore’ (Beeld van het Hart). Ideeën die haar beelden dragen zijn nauw verwant met humaniteit en universaliteit. Deze tijdloze begrippen vormen het centrale thema in haar werk. Homan zoekt altijd naar balans; tussen mannelijk en vrouwelijk, strijd en aanvaarding, emotie en berusting. Kenmerkend in haar werk is beweging, en tegelijkertijd ingetogenheid. De mens in een voorwaartse beweging, zijn grenzen verleggend, uitgebeeld in een verstilde dramatiek. Margot Homan beoogt met haar werk schoonheid en troost voor de beschouwer.
Het mooiste compliment dat Margot Homan ontving, was afkomstig van de belangrijkste kunsthistoricus van de 20e eeuw, de Oostenrijkse/Engelse hoogleraar (Oxford en Cambridge) Ernst Gombrich (1909-2001): ‘Ik heb kennis gemaakt met uw verbazingwekkende werk. Het is werkelijk een troost dat dergelijk meesterschap nog bestaat’.

## Beelden in de openbare ruimte (selectie)
- Mercurius, Thermo Noord, Gorredijk (1991)
- Winged Man, Wingman, Breda (2000)
- Mani Incontrando, Stadhuis Vianen (2008)
- De Handreiking, Gemeentehuis Amsterdam-Zuid (2009)
- Last Heroic Season, Lucca/Italië (2010)
- Marga Klompé (Arnhem 1912 – Den Haag 1986) was de eerste vrouwelijke minister in Nederland. Ter gelegenheid van haar 100-ste geboortejaar kreeg Margot Homan de opdracht voor een bronzen beeld. Op 9 november 2012 onthulde koningin Beatrix het werk in het Dante gebouw van de Tilburg University. Een tweede beeld van deze eerste vrouwelijke minister staat in de Tweede Kamer en werd eveneens, onder toeziend ook van Margot Homan, eervol onthuld door Agnes van Ardenne. In Groenlo onthulde politica Hannie van Leeuwen een derde portretbuste van Marga Klompé.
- Het joodse meisje Helga Deen (Duitsland 1925 - Polen 1943) werd door de Duitsers vermoord. Haar naam bleef voor veel mensen onbekend totdat haar dagboek, dat ze in kamp Vught schreef, werd ontdekt. Margot Homan kreeg in 2013 de opdracht een monument voor de in Tilburg omgekomen Joodse stadsgenoot te maken. Geïnspireerd door haar dagboek koos Homan voor het thema overleven en wederopstanding; het overstijgen van het kwaad. Het beeld Anima Animus – Verbondenheid staat in de Helga Deentuin, een klein parkje naast de synagoge in het centrum van Tilburg.
- Miet van Puijenbroek (Tilburg 1914 - 1999) was de dochter van een wever. Zij was gediplomeerd stopster en sloot zich aan bij de textielarbeiderbond Sint Lambertus. Als lid van het CDA zette zij zich in voor de ‘gewone man’. Een textielarbeider die opklom tot wethouder. In 1978 werd Van Puijenbroek de eerste vrouwelijke wethouder van Tilburg. Margot Homan maakte in 2007 in opdracht een marmeren beeld van deze ambitieuze vrouw en maakte hiermee duidelijk wat Miet voor Tilburg betekende. Een krachtige breuk met de man-vrouw opvatting van die tijd. Het beeld Concedo Nulli (‘Ik ga niets uit de weg’) is geplaatst bij het TextielMuseum in Tilburg.
- Kasteel Stapelen in Boxtel is meer dan 700 jaar oud en al een eeuw lang in gebruik als klooster voor ongeveer tien paters Assumptionisten. Ook vinden er allerlei activiteiten plaats die publiekelijk toegankelijk zijn. Het grote bronzen beeld De Stilte is in 2015 aangekocht door het kasteel en geplaatst op de binnenplaats van het complex.

## Exposities en tentoonstellingen (selectie)
Margot Homans werk wordt vertegenwoordigd op de Tefaf in Maastricht, en de PAN Amsterdam. Verder op beurzen in Tokyo, de V.S., Londen, Frankrijk, Italië en België. De volgende galerieën vertegenwoordigen haar werk: De Twee Pauwen in Den Haag, Morren Galleries in Utrecht, Garret and Hurst Gallery in Londen en Kunstgalerie Oudenhove in Epe.

## Prijzen
In 2018 werd zij genomineerd als Kunstenaar van het Jaar. Eind 2024 werd zij verkozen tot Briljanten kunstenaar van het jaar 2025.

## Musea (selectie)
- Museum Markiezenhof in Bergen op Zoom (2003)
- Panorama Museum, Bad Frankenhausen in Duitsland (2005)
- Donna Scultura 7a edizione, Chiesa di Sant’Agostino, Pietrasanta in Italië (2009)
- Musea in Massa in Italië (2015)
- Slot Zeist in Zeist (2016)
- Museum Jan Cunen in Oss (2017-2018)